# 18e régiment d'artillerie
Le 18e régiment d'artillerie (18e RA) est une unité d'artillerie de l'armée française créée en 1860.

## Création et différentes dénominations
- 1860: 18e régiment d'artillerie à cheval
- 1872 : 18e régiment d'artillerie
- 1883: 18e régiment d'artillerie de campagne (18e RAC)
- 1924: transformé en 365e Régiment d'Artillerie Porté
- 9 septembre 1939 : recréation du 18e régiment d'artillerie divisionnaire (18e RAD)

## Chefs de corps
- 20 février 1860 : Antoine Adolphe Chautan de Vercly
- 11 juin 1860 : Charles Foullon Grandchamp
- 16 janvier 1861 : Romuald Adolphe Ducasse
- 10 février 1865 : Vicomte François Gustave Toussaint
- 30 avril 1873 : Baron Ernest Louis Charles Ducos de La Hitte
- 1877 : colonel d'Haranguier de Quincerot
- 1882 : colonel Bès de Berc
- 1886 : colonel Florentin
- 1889 : colonel Albenque
- 1891 : colonel Brzumienski
- 1895 : colonel Montagne

## Historique des garnisons, combats et bataille

### Second Empire
Le 18e régiment d'artillerie à cheval est formé, à Vincennes, en 1860 au moyen du 14e régiment d'artillerie à cheval.
Il est en garnison à Valence en 1862 et à Toulouse en 1866.
En 1863, le régiment est envoyé pour l'expédition du Mexique et il participe à la prise du fort de San-Xavier durant le siège de Puebla.
En 1870, durant la guerre franco-allemande, les 1re, 2e, 3e, 4e, 5e, 6e, 7e, et 8e batteries, sont affectées à l'armée du Rhin. Enfermées dans Metz les batteries combattent à Borny, Rezonville et Saint-Privat.

Les 9e et 13e batteries, qui participent à la défense de Paris, sont engagées aux combats de Châtillon et aux batailles de La Malmaison, de Champigny, et du Bourget en 1870 et de Buzenval en 1871.

Les 14e, 15e, 16e, 17e, et 18e batteries affectées à l'armée de la Loire et à l'armée de l'Est participent aux batailles et combats de Coulmiers, d'Orléans, de Josnes et de Vendôme en 1870 et aux batailles du Mans, de Villersexel et d'Héricourt en 1871.

### 1871 à 1914
Alors en garnison à Toulouse en 1872, le « 18e régiment d'artillerie à cheval » est réorganisé en le mettant sur pied de régiment mixte sous le nom de « 18e régiment d'artillerie ». Il garde ses 3 premières batteries et son dépôt, reçoit 2 batteries montées du 1er régiment d'artillerie, 1 batterie du 7e régiment d'artillerie, et 5 batteries du 9e régiment d'artillerie. Il cède 2 batteries à cheval au 1er régiment d'artillerie, 1 batterie au 6e régiment d'artillerie, 2 batteries au 9e régiment d'artillerie, 1 batterie au 11e régiment d'artillerie, 1 batterie au 16e régiment d'artillerie, 2 batteries au 23e régiment d'artillerie et 2 batteries au 30e régiment d'artillerie.
Le remaniement du 28 septembre 1873 le place dans la 17e brigade.

### Première Guerre Mondiale

#### Affectation

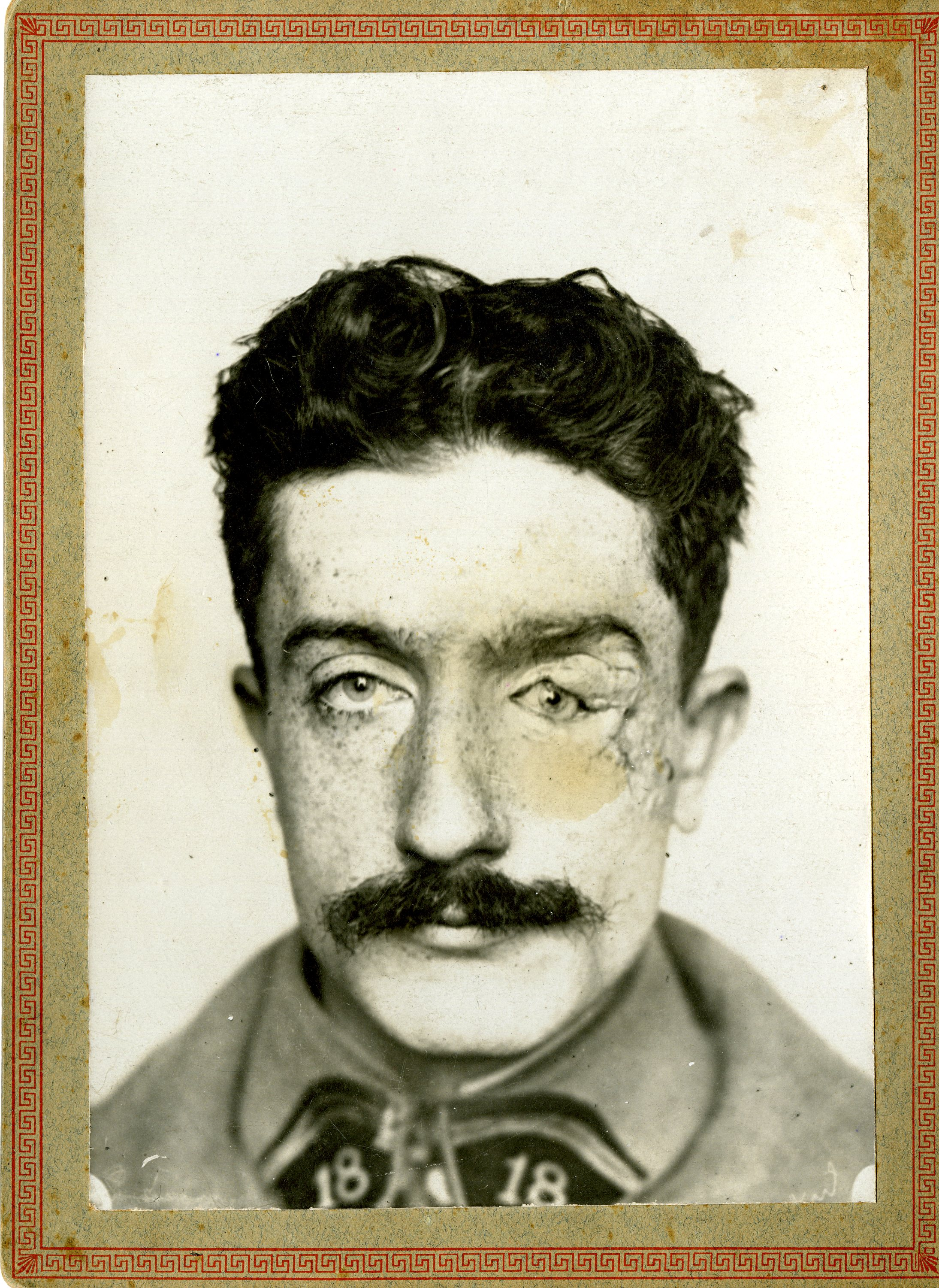
Le maréchal des logis de Viguerie du. Sa conduite en septembre 1916 alors qu'un obus lui avait arraché une partie du visage et l’œil gauche lui vaudra la Légion d'honneur.

À la déclaration de guerre, le régiment stationne à Agen. Il fait partie de la 17e brigade d'artillerie et sert d'artillerie à la 33e division d'infanterie.
Il est composé de 3 groupes de 9 batteries de 75 (36 canons).

#### 1914
En 1914, il participe aux combats de la forêt de Luchy (en août) puis, pendant la bataille de la Marne, participe à la défense de la ferme des Grandes-Perthes (commune de Châtelraouldt). En décembre, il combat en Champagne (Perthes-lès-Hurlus).

#### 1915
En septembre 1915, il combat à Vimy lors de Bataille de l'Artois.

#### 1916
En 1916, il participe à la bataille de Verdun au bois de Vaux en juin puis à la Côte-du-Poivre en octobre.

#### 1917
En 1917, il combat sur la Marne en mai-juin à Moronvilliers.

#### 1918
En 1918, il participe à l'offensive de l'Ourcq en juillet puis à la bataille de l'Ailette en août et septembre et finalement il combat lors de la bataille de l'Oise.
Pour sa conduite lors de la guerre, il reçoit deux citations.

#### Autres sous-unités
En août 1914, un autre groupe issu du 18e RAC est créé à Agen. Il sera rattaché à l'artillerie divisionnaire de la 67e division d'infanterie (AD/67). L'AD/67 sera renommée 218e régiment d'artillerie de campagne en avril 1917.
Fin 1915, un autre groupe d'artillerie, constitué de deux batteries de vieux canons de 90 mm modèle 1877, est formé. En décembre il rejoint l'artillerie divisionnaire de la 126e division d'infanterie (AD/126). En mai 1916, les canons de 90 sont remplacés par des 75 modèle 1897. Le mois suivant, le groupe est rattaché à l'artillerie de corps du 15e corps d'armée (AC/15). En avril 1917, les deux batteries du groupe deviennent les 31e et 32e batteries du 238e régiment d'artillerie de campagne.

### Seconde Guerre Mondiale
Le 9 septembre 1939, le régiment est recréé par le centre mobilisateur d'artillerie no 11 de Vannes sous le nom de « 18e régiment d'artillerie divisionnaire » (18e RAD). C'est un régiment de type hippomobile doté de 36 canons de 75
 Il est rattaché à la 22e division d'infanterie, et commandé par le lieutenant-colonel d'artillerie coloniale David remplacé fin mars 1940 par le lieutenant-colonel d'Aillières. La 10e batterie de défense anti chars, équipée de huit canons de 47 mm modèle 1937, est rattachée au 18e RAD après sa mise sur pied à Yvré-l'Évêque.
Le 18e RAD est composé de 3 groupes, de 3 batteries avec 4 canons de 75 mm comprenant 68 officiers, 212 sous-officiers, 1 873 hommes, 1 788 chevaux, 186 voitures hippomobiles, 19 voitures de liaison, 32 camionnettes, 3 camions, 4 motos, et 68 vélos.

#### Mai 1940
Face à l'attaque allemande par les Ardennes, il s'installe sur la Meuse dans les Ardennes belges pour appuyer les régiments d'infanterie de la division,. La division tient la ligne de la Meuse jusqu'au 14 mai. Elle continue ensuite de combattre dans les Ardennes françaises avant d'être disloquée. La majorité du 18e RAD est encerclé et fait prisonnier. Les 200 rescapés sont envoyés pour être organisés en une nouvelle unité d'artillerie tractée motorisée mais ils ne retourneront pas au combat.
Le régiment est dissous le 31 juillet.

### Après 1945
Il participe à la guerre d'Algérie.

## Décorations
Pour sa conduite lors de la Première Guerre mondiale, il reçoit deux citations à l'ordre de l'armée. Son étendard est donc décoré de la Croix de Guerre 1914-1918 et les membres du régiment peuvent porter la fourragère.

### Drapeau
Il porte, cousues en lettres d'or dans ses plis, les inscriptions suivantes :
- Constantine 1837
- Sébastopol 1854-1855
- Magenta 1859
- Verdun 1916
- L'Ourcq 1918
- L'Ailette 1918
- AFN 1952-1962